# Kabupaten Belu
Kabupaten Belu är ett kabupaten i Indonesien.   Det ligger i provinsen Nusa Tenggara Timur, i den sydöstra delen av landet, 2 000 km öster om huvudstaden Jakarta. Antalet invånare är 352 297. Arean är 2 446 kvadratkilometer.
Terrängen i Kabupaten Belu är varierad.